# Alta (Norvège)
Pour les articles homonymes, voir Alta.
Alta est une ville et une commune norvégienne située dans le comté de Finnmark, sur les rives de l'Altafjord. La commune comptait 20 446 habitants en 2017, pour une superficie de 3 845 km2. Le village d'Alta est le centre administratif de la commune du même nom qui compte d'autres villages.

## Géographie

### Transports et communications
L'aéroport d'Alta assure des liaisons quotidiennes avec Oslo et a vu transiter plus de 300 000 passagers en 2004.

## Toponymie
Le nom de la commune vient probablement du nom du fjord qui la borde, l'Altafjorden. Jusqu'en 1918, le nom de la commune était Alten.
Par ailleurs, la culture Komsa tire son nom de la montagne du même nom, située sur le territoire de la commune, où ont été effectuées les premières découvertes archéologiques relatives à cette civilisation.

## Héraldique
Les armoiries de la municipalité sont récentes, puisqu'elles ont été adoptées le 9 juillet 1976. La flèche représente les points de flèche en quartzite datant de l'âge de la pierre que l'on trouve dans la région.

## Histoire
À la suite du soulèvement de Kautokeino en 1852, les chefs rebelles Mons Somby (en) et Aslak Hætta (en) sont décapités à Alta le 14 octobre 1854.
Comme la plupart des villes du grand nord en Scandinavie, le village actuel d'Alta est une ville nouvelle. Le centre-ville date en effet d'après la Seconde Guerre mondiale, la ville ayant été détruite par l'armée allemande, et ne présente ni architecture ni caractère particulier. Durant la guerre, Alta a servi de port pour le cuirassé allemand Tirpitz.
En 1979, lors du conflit d'Alta, la ville a été le théâtre de manifestations et d'actes de désobéissance civile pour protester contre la construction d'une centrale hydroélectrique. La police norvégienne a dû y mener la plus grosse opération de son histoire, afin de déloger les manifestants qui s'y étaient enchaînés.
En 2000, les villages de Bossekop, Alta et Elvebakken ont été fusionnés dans la municipalité d'Alta.
Le 3 juin 2020, à la suite d'un glissement de terrain, une bande de terre large de 650 à 800 mètres s'effondre dans la mer, emportant huit habitations.

## Économie
Alta est un centre de communication au Finnmark. Ses activités principales sont le commerce, la petite industrie, l'éducation et les activités de service. La ville est réputée pour son industrie de l'ardoise. L'ardoise d'Alta est exportée dans le monde entier et doit sa particularité au fait qu'elle est beaucoup plus vieille (600 mio d'années) que celle d'Europe centrale (300 mio d'années).

## Culture et patrimoine
Un important site d'art rupestre datant de la période comprise entre -4200 et -500 et inscrit au patrimoine mondial de l'UNESCO depuis 1985 se trouve sur le territoire de la commune d'Alta. Un musée permet de le visiter sur place et de le comprendre.

## Enseignement supérieur et recherche
C'est à Alta que se situent l'Institut Universitaire du Finnmark (Høgskolen i Finnmark) ainsi qu'un institut de recherche (Norut NIBR Finnmark). Enfin, l'hôtel de glace le plus au Nord de l'Europe se trouve également dans cette commune.

### Articles connexes

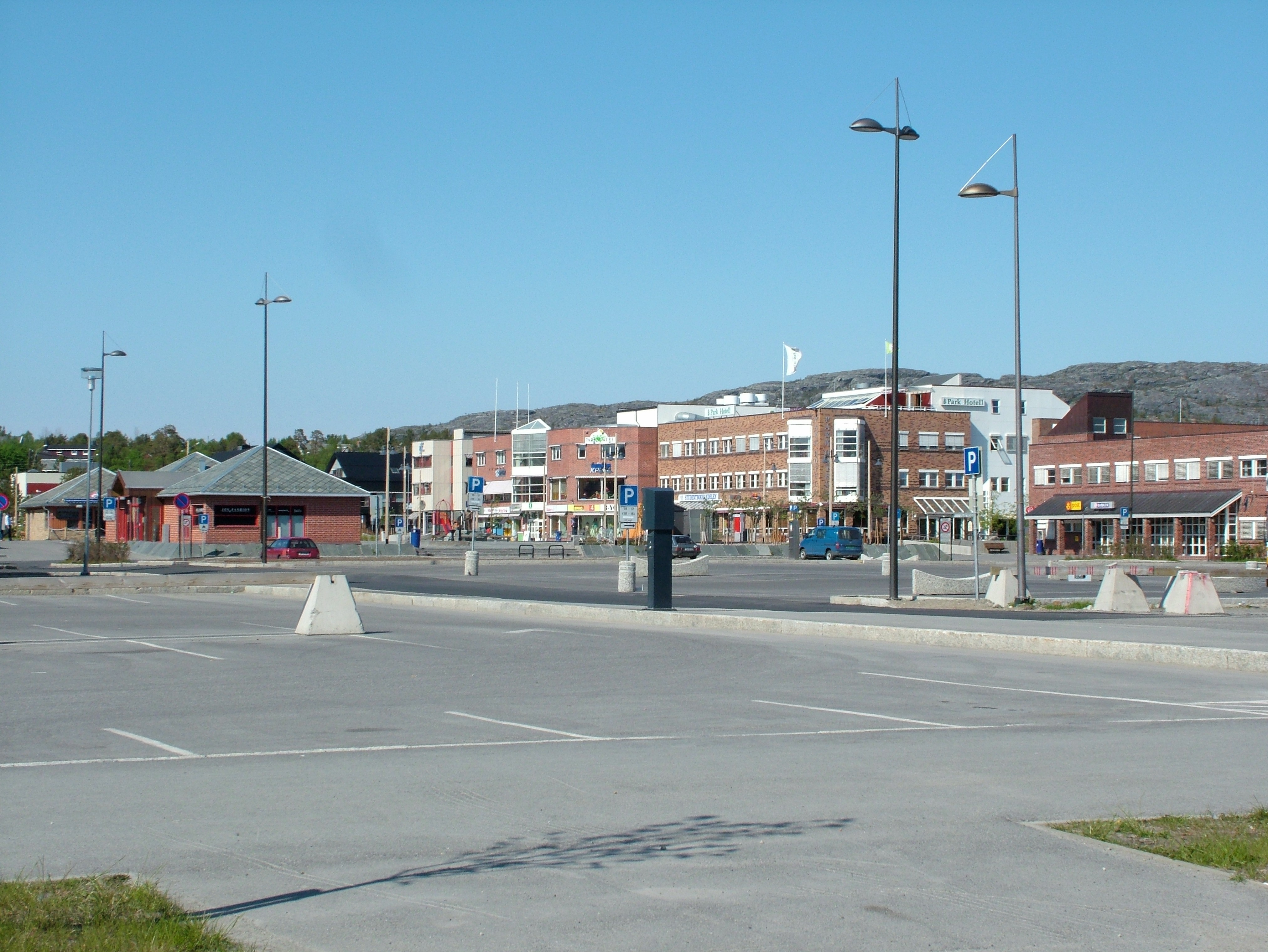
Centre-ville.

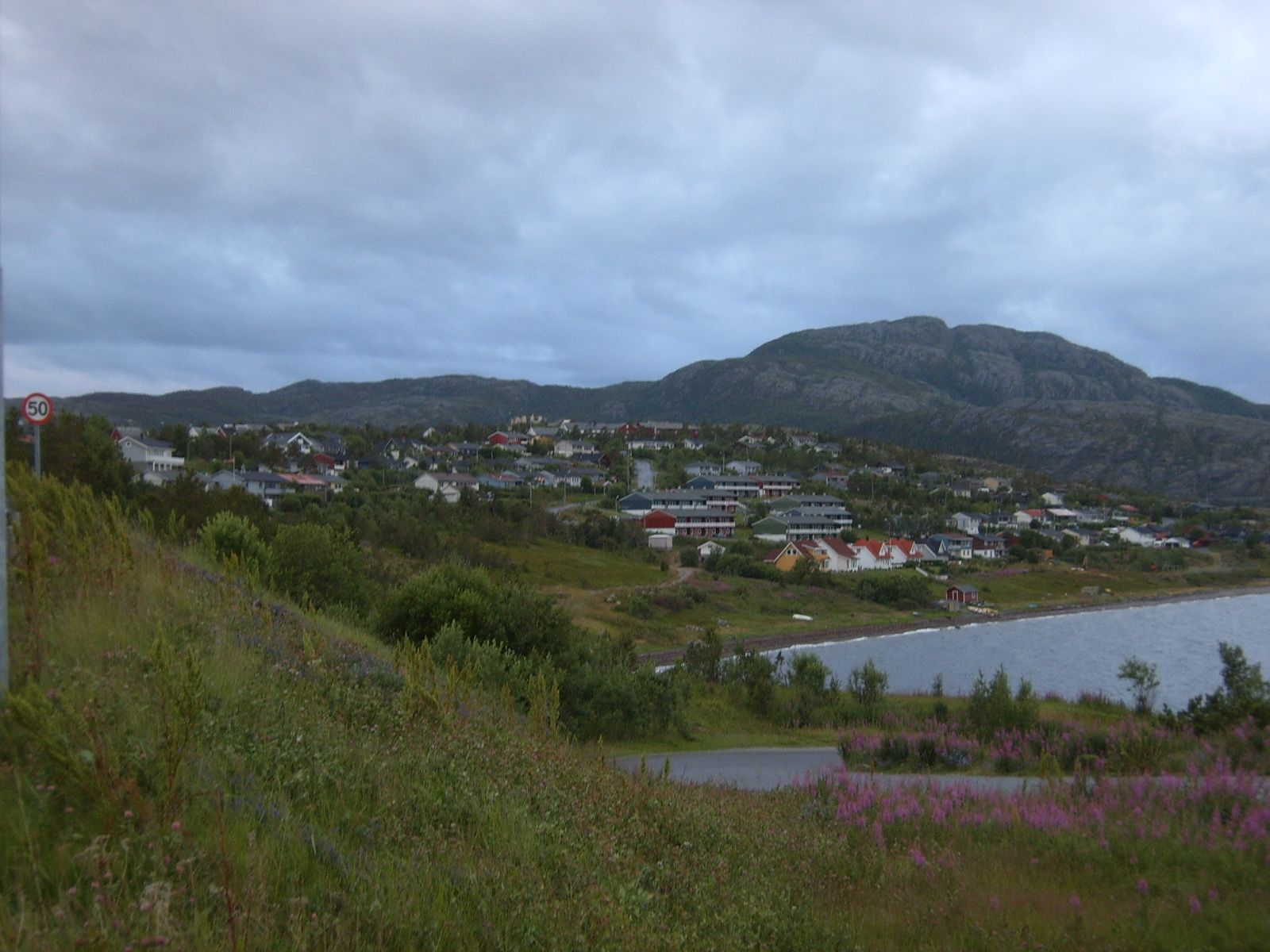
Quartiers périphériques d'Alta, en bordure de l'Altafjord.

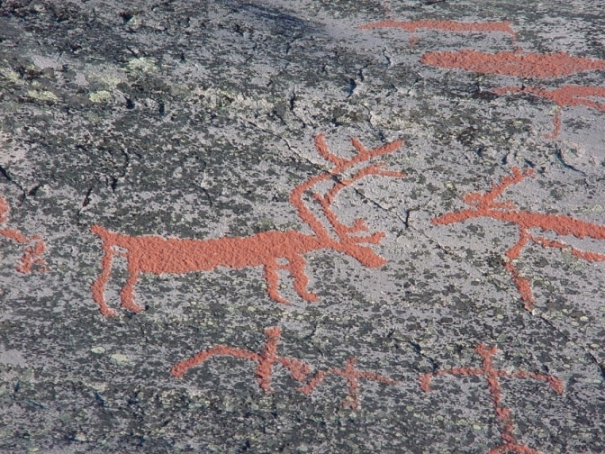